# 629 Bernardina
629 Bernardina
629 Bernardina là một tiểu hành tinh ở vành đai chính. Nó được August Kopff phát hiện ngày 7.3.1907 ở Heidelberg. Không biết rõ nguồn gốc tên của nó